# Chérencé-le-Roussel

Chérencé-le-Roussel este o comună în departamentul Manche, Franța. În 2009 avea o populație de 319 de locuitori.